# 16 juillet
Pour les articles homonymes, voir Seize-Juillet.
16 juin 16 août
Chronologies thématiques
- Croisades
- Ferroviaires
- Sports
- Disney
- Anarchisme
- Catholicisme

Abréviations / Voir aussi
- (° 1852) = né en 1852
- († 1885) = mort en 1885
- a.s. = calendrier julien
- n.s. = calendrier grégorien
- Calendrier
- Calendrier perpétuel
- Liste de calendriers
- Naissances du jour

Le 16 juillet est le 197e jour de l'année du calendrier grégorien, 198e lorsqu'elle est bissextile, il en reste ensuite 168.
Son équivalent était généralement le 28 messidor du calendrier républicain / révolutionnaire français, officiellement dénommé jour de la vesce (une plante).

## Événements

### VIIesiècle
- 622 : premier jour de l'année lunaire de l'Hégire dans le calendrier musulman.

### Xesiècle
- 997 : bataille du Sperchios pendant les guerres byzantino-bulgares.

### XIIIesiècle
- 1212 : bataille de Las Navas de Tolosa, en Espagne, étape décisive de la Reconquista.

### XIVesiècle
- 1344 : destitution de Jacques III de Majorque.[réf. nécessaire]
- 1377 : couronnement de Richard II d'Angleterre, en l'abbaye de Westminster.

### XVesiècle
- 1465 : bataille de Montlhéry en France entre  Louis XI et la Ligue du Bien public.

### XVIesiècle
- 1536 : retour à Saint-Malo de la deuxième expédition de Jacques Cartier au Canada.

### XVIIesiècle
- 1683 : bataille des Pescadores, en Extrême-Orient.
- 1685 : victoire royale, à la bataille de Sedgemoor, pendant la rébellion de Monmouth.

### XVIIIesiècle
- 1701 : Louis XIV de France s'installe dans la chambre royale de l'appartement du roi, au château de Versailles.
- 1713 : Louis XIV promulgue le décret qui crée officiellement le « Conservatoire de danse », future école de danse de l'Opéra national de Paris.
- 1789 : en France toujours, début du troisième ministère de Necker.

### XIXesiècle
- 1801 : signature du Concordat français, entre Napoléon Bonaparte et le pape Pie VII (dans la nuit du 15 au 16 juillet).
- 1809 : révolution de La Paz.
- 1875 : adoption de la troisième des lois constitutionnelles de 1875, qui ont instauré peu à peu la Troisième République française.

### XXesiècle
- 1918 : assassinat de la famille impériale russe, dont le tsar Nicolas II, à Iekaterinbourg en Russie (dans la nuit du 16 au 17 juillet).
- 1920 : fin de la conférence de Spa, pour discuter des réparations de la Première Guerre mondiale, à la suite du traité de Versailles de juin 1919.
- 1942 : rafle du Vélodrome d'Hiver, la plus grande arrestation massive de Juifs réalisée en France pendant la Seconde Guerre mondiale.
- 1945 : premier test d'une bombe au plutonium.
- 1950 : massacre de Tuman, pendant la guerre de Corée.
- 1951 : Léopold III abdique, lors de la question royale, en Belgique.
- 1965 : inauguration du tunnel du Mont-Blanc par le général de Gaulle et le président de la République italienne Giuseppe Saragat.
- 1969 Le lanceur spatial Saturn V decolle en direction de la lune avec à son bord les astronautes Neil Armstrong, Buzz Aldrin et Michael Collins durant la mission Apollo 11.
- 1971 : le Conseil constitutionnel français rend la décision no 71-44 DC, dite Liberté d'association, par laquelle il intègre le préambule de la Constitution de 1958 au « bloc de constitutionnalité » et qui fait de lui le garant des droits et libertés fondamentaux[1].
- 1979 : Saddam Hussein succède à Ahmad Hassan al-Bakr, à la tête de l'Irak.
- 1981 : Mahathir Mohamad (UMNO), Premier ministre de Malaisie (fin en 2003)[2].

### XXIesiècle
- 2019 : l'Allemande Ursula von der Leyen devient la première femme présidente de la Commission européenne après son élection par la nouvelle législature du Parlement européen.
- 2020 : Rose Christiane Ossouka Raponda succède à Julien Nkoghe Bekalé comme Première ministre du Gabon[3].

## Arts, culture et religion
- 1054 : séparation des Églises d'Orient et d'Occident entre l’Église catholique de Rome et l’Église orthodoxe de Constantinople, excommunication de Michel Ier Cérulaire, points de départ traditionnels du grand schisme oriental.
- 1228 : en Italie, à Assise, le pape Grégoire IX canonise François d'Assise.

## Sciences et techniques
- 1969 : départ de la mission américaine Apollo 11 qui arrivera le 20 juillet sur la Lune.
- 1972 : voyage inaugural du train des nuages « Tren a las Nubes » en Argentine.
- 1994 : début de l'impact de la comète Shoemaker-Levy 9 sur Jupiter permet de recueillir de nombreuses nouvelles données sur la composition atmosphérique de la planète qui se termine le 22 juillet 1994[4],[5]..
- 2019 : voir Astronomie ci-après in fine.

## Économie et société
- 1911 : pause de trois jours du 16 au 18 durant la canicule venue du nord de l'Amérique sur le nord de l'Europe qui a commencé à s'abattre sur Paris le 4 juillet pour plusieurs semaines jusqu'au 31 août suivant[6].
- 1949 : loi sur les publications destinées à la jeunesse en France[7].

## Naissances

### XIIesiècle
- 1194 : Claire d'Assise, religieuse italienne, fondatrice de la congrégation des clarisses dans le sillage des franciscains de son compagnon de route François d'Assise, elle aussi sainte de l'Église catholique, fêtée les 11 août († 11 août 1253).

### XVesiècle
- 1486 : Andrea del Sarto, peintre florentin († 29 septembre 1530).

### XVIIesiècle
- 1661 : Pierre Le Moyne, sieur d'Iberville et d'Ardillières, navigateur, militaire et explorateur canadien († 9 juillet 1706).
- 1664 : Philippe-Charles d'Orléans, duc de Valois, fils de Monsieur († 8 décembre 1666).

### XVIIIesiècle
- 1701 : Frédéric Jérôme de La Rochefoucauld, prélat français († 29 avril 1757).
- 1714 : Marc-René de Montalembert, militaire français († 29 mars 1800).
- 1715 : Charles de Rohan-Soubise, maréchal de France et ministre français († 1er juillet 1787).
- 1723 : Joshua Reynolds, peintre britannique († 23 février 1792).
- 1746 : Giuseppe Piazzi, astronome, mathématicien et ecclésiastique italien († 22 juillet 1846).
- 1776 : Ludwig Heinrich Bojanus, médecin et naturaliste allemand († 2 avril 1827).
- 1796 : Jean-Baptiste Corot, peintre français († 22 février 1875).

### XIXesiècle
- 1821 : Mary Baker Eddy, théologienne américaine († 3 décembre 1910).
- 1855 : Georges Rodenbach, poète belge († 25 décembre 1898).
- 1858 : Eugène Ysaÿe, musicien belge († 12 mai 1931).
- 1872 : Roald Amundsen, marin et explorateur polaire norvégien († 18 juin 1928).
- 1873 : Sándor Ferenczi, psychanalyste hongrois († 22 mai 1933).
- 1880 : « Lagartijo Chico » (Rafael Molina Martínez dit), matador espagnol († 8 avril 1910).
- 1884 :
  - Étienne Morillon, peintre et graveur français, fondateur du groupe des Ziniars de Lyon († 17 octobre 1949)
  - Anna Vyroubova (Анна Александровна Вырубова), aristocrate russe († 20 juillet 1964).
- 1886 : Pierre Benoit, romancier, poète et académicien français († 3 mars 1962).
- 1887 : Joe Jackson, joueur de baseball américain († 5 décembre 1951).
- 1888 :  
  - Percy Kilbride, acteur américain († 11 décembre 1964).
  - Frederik Zernike, physicien néerlandais, prix Nobel de physique 1953 († 10 mars 1966).
- 1895 : Wilfrid Hamel, homme politique canadien, maire de Québec de 1953 à 1965 († 31 décembre 1968).
- 1896 : Trygve Lie, homme d'État norvégien, secrétaire général des Nations unies de 1946 à 1952 († 30 décembre 1968).

### XXesiècle
- 1901 :
  - Yvonne-Aimée de Malestroit, dite Mère Yvonne-Aimée de Jésus, religieuse catholique française et résistante († 3 février 1951).
- 1902 :
  - Alexandre Louria (Александр Романович Лурия), neurologue et psychologue russe († 14 août 1977).
  - Mary Philbin, actrice américaine († 7 mai 1993).
- 1904 : Léon-Joseph Suenens, prélat belge, cardinal-archevêque de Malines - Bruxelles, primat de Belgique († 6 mai 1996).
- 1906 : Vincent Sherman, scénariste, réalisateur et producteur américain († 18 juin 2006).
- 1907 :
  - Pierre Leyris, traducteur français († 4 janvier 2001).
  - Manda Parent, artiste de burlesque et humoriste canadienne († 3 août 1992).
  - Barbara Stanwyck, actrice américaine († 20 janvier 1990).
- 1911 : Ginger Rogers, actrice américaine († 25 avril 1995).
- 1913 : 
  - Mirza Babayev, artiste soviétique puis azerbaïdjanais († 14 janvier 2003).
  - Peter Van Eyck, acteur américain († 15 juillet 1969).
- 1917 : Georges Arnaud, romancier et journaliste d’investigation français († 4 mars 1987).
- 1919 : Choi Kyu-ha (최규하), président de la Corée du Sud de 1979 à 1980 († 22 octobre 2006).
- 1921 : Henri Spade, journaliste de télévision et de radio français († 12 novembre 2008).
- 1923 : Docteur Claudine Escoffier-Lambiotte, médecin journaliste médicale belge de presse écrite française († 4 janvier 1996).
- 1925 : 
  - Rosita Quintana, actrice et chanteuse argentine († 23 août 2021).
  - Ceslav Sieradzki, apprenti boulanger, adolescent résistant français d'origine polonaise, abattu à 16 ans († 12 décembre 1941).
- 1926 : Irwin Rose, biochimiste américain, prix Nobel de chimie 2004 († 2 juin 2015).
- 1927 :
  - Pierre-F. Côté, fonctionnaire public canadien, directeur général des élections du Québec († 17 juin 2013).
  - Carmelo Torres (Bernardo del Carmen Fregoso Cázares dit), matador mexicain († 29 janvier 2003).
- 1928 : Anita Brookner, romancière britannique († 10 mars 2016).
- 1930 : Guy Béart, chanteur français († 16 septembre 2015).
- 1931 : 
  - Bernard Dimey, poète et parolier français († 1er juillet 1981).
  - Georges Turlier, céiste français nivernais champion olympique puis champion du monde.
- 1937 : John Daly, producteur britannique († 31 octobre 2008).
- 1938 : Tony Jackson (en), bassiste anglais du groupe The Searchers († 18 août 2003).
- 1939 : 
  - Ruth Perry, femme politique libérienne, présidente du Conseil d'État du Liberia de 1996 à 1997 († 8 janvier 2017).
  - Nicolas Ribowski (Rybwoski), réalisateur français de cinéma et de télévision.
  - Nicolas Seydoux, dirigeant d'entreprises français, président du conseil de surveillance de Gaumont.
- 1941 :
  - Desmond Dekker, chanteur et compositeur de reggae et de ska jamaïquain († 25 mai 2006).
  - François Lapierre, évêque canadien.
- 1942 : Margaret Smith Court, joueuse de tennis australienne, considérée comme l'une des plus grandes de l'histoire de ce sport.
- 1943 : 
  - Reinaldo Arenas, écrivain cubain († 7 décembre 1990).
  - Emma Santos, écrivaine française († 13 février 1983).
- 1946 :
  - Louise Fréchette, diplomate canadienne.
  - Richard LeParmentier, acteur et scénariste américain († 15 avril 2013).
  - Ron Yary (Anthony Ronald Yary dit), joueur américain de football américain.
- 1947 : Shigeru Kasamatsu, gymnaste japonais, champion olympique.
- 1948 : 
  - Pawan Kumar Bansal, un homme politique indien.
  - Pinchas Zukerman (פנחס צוקרמן), violoniste et chef d’orchestre israélien.
- 1950 : Pierre Paradis, homme politique canadien, ministre de l'Agriculture, des Pêcheries et de l'Alimentation de 2014 à 2017.
- 1951 : Jean-Luc Mongrain, journaliste et animateur canadien de radio et de télévision.
- 1952 :
  - Stewart Copeland, musicien américain, batteur du groupe The Police.
  - Makyo (Pierre Fournier dit), scénariste de bande dessinée français.
  - Marc Esposito, journaliste et scénariste français d’origine algérienne.
- 1955 : Michel Pansard, prélat français.
- 1957 : Alexandra Marinina (Алекса́ндра Мари́нина), romancière russe.
- 1959 : Gerd Wessig, athlète est-allemand, champion olympique du saut en hauteur.
- 1962 : 
  - Olivier Royant, journaliste français († 31 décembre 2020).
  - Natalya Lisovskaya, athlète russe, championne olympique du lancer du poids.
- 1963 : Phoebe Cates, actrice américaine.
- 1964 :
  - Benoît Charest, compositeur canadien de musique de films.
  - Xavier Guillemot, généalogiste successoral breton, homme politique français († 16 août 2019).
  - Abdoulkarim Goukoye, colonel de l'armée nigérienne († 8 novembre 2021).
  - Phil Hellmuth, joueur de poker américain.
  - Miguel Indurain, cycliste espagnol.
  - Anne Provoost, écrivain belge.
- 1965 :
  - Abdelhak Amghar (عبد الحق أمغار), député marocain.
  - Michel Desjoyeaux, navigateur français.
  - Claude Lemieux, joueur de hockey sur glace canadien.
- 1966 : 
  - Jyrki Lumme, défenseur de hockey sur glace finlandais.
  - Hwang Hye-young, joueuse de badminton sud-coréenne, championne olympique.
- 1967 : 
  - Will Ferrell (John William Ferrell dit), acteur américain.
  - Jonathan Adams, acteur américain
  - Mihaela Stănuleț, gymnaste roumaine, championne olympique.
- 1968 :
  - Barry Sanders, joueur américain de football américain.
  - Larry Sanger, entrepreneur américain, cofondateur de Wikipédia.
  - François Podetti, acteur français.
- 1969 :
  - Björn Dunkerbeck, véliplanchiste espagnol.
  - Martin Larocque, acteur et conférencier canadien.
- 1970 : Laurence Pollet-Villard, actrice française († 19 juillet 2016).
- 1971 : Corey Feldman, acteur américain.
- 1972 :
  - Ben Cahoon, joueur américain de football canadien.
  - François Drolet, patineur de vitesse sur courte piste canadien.
- 1974 : Chris Pontius, du collectif Jackass.
- 1975 : Ana Paula Arósio, actrice et mannequin brésilienne.
- 1976 : Bobby Lashley, catcheur américain.
- 1979 : 
  - Rafaelillo (Rafael Rubio Luján dit), matador espagnol.
  - Kim Rhode, tireuse sportive américaine, triple championne olympique.
- 1980 :
  - Jesse Jane, actrice américaine.
  - Justine Joli, actrice américaine.
  - Adam Scott, golfeur australien.
  - Tvboy, artiste italien.
- 1981 : Zach Randolph, basketteur américain.
- 1982 : Michael Umaña, footballeur costaricien.
- 1983 : 
  - Duncan Keith, joueur de hockey sur glace canadien.
  - Eleanor Matsuura, actrice britannique.
- 1984 :
  - Katrina Kaif (Katrina Turquotte dite), actrice britannique.
  - Hayanari Shimoda (下田隼成), pilote automobile japonais.
- 1986 :
  - Dustin Boyd, joueur de hockey sur glace canadien.
  - Timofeï Mozgov (Тимофей Павлович Мозгов), basketteur russe.
- 1987 : AnnaLynne McCord, actrice américaine.
- 1988 : Sergio Busquets, footballeur espagnol.
- 1989 : Gareth Bale, footballeur gallois.
- 1990 : James Maslow, acteur et chanteur américain.
- 1994 : Mark Indelicato, acteur américain.

## Décès

### XIIIesiècle
1216 : Innocent III (Lotario dei conti di Segni dit), 176e pape catholique de 1198 à sa mort (° 23 novembre 1160).

### XVesiècle
1465 : Pierre de Brézé, militaire français (° 1412).

### XVIesiècle
- 1546 : Anne Askew, poétesse anglaise, brûlée vive à Londres pour hérésie (° vers 1520-1521).
- 1557 : Anne de Clèves, reine d'Angleterre, quatrième épouse du roi Henri VIII (° 22 septembre 1515).

### XVIIesiècle
1691 : François Michel Le Tellier de Louvois, homme d'État français, ministre d'État sous Louis XIV (° 18 janvier 1641).

### XVIIIesiècle
- 1764 :  Ivan VI, tsar de Russie de 1740 à 1741 (° 23 août 1740).
- 1766 : Giuseppe Castiglione, missionnaire et peintre italien en Chine (° 19 juillet 1688)
- 1785 : Giovanni Francesco Fromond, physicien italien (° 17 septembre 1739).

### XIXesiècle
- 1857 : Pierre-Jean de Béranger, chansonnier français (° 19 août 1780).
- 1870 : David Lévi Alvarès, pédagogue français (° 7 octobre 1794).
- 1887 : Laurent-Guillaume de Koninck, paléontologue et chimiste belge (° 3 mai 1809).
- 1896 : Edmond de Goncourt, écrivain français, fondateur de l'académie et du prix Goncourt, frère de Jules de Goncourt (° 26 mai 1822).

### XXesiècle
- 1904 : Gilbert Buote, instituteur, journaliste et écrivain acadien (° 20 février 1833).
- 1908 : René Panhard, ingénieur en mécanique, cofondateur de l'industrie automobile Panhard (° 27 mai 1841).
- 1915 : Ellen White, théologienne américaine (° 26 novembre 1827).
- 1934 : Georges Signerin, aviateur français, pilote d'essai, titulaire de deux records du monde.
- 1936 : Alan Crosland, réalisateur, scénariste et producteur américain (du premier film parlant « Le Chanteur de jazz » en 1927, ° 10 août 1894).
- 1949 : Viatcheslav Ivanovitch Ivanov (Вячеслав Иванович Иванов), homme de lettres russe (° 16 février 1866).
- 1953 : Hilaire Belloc, écrivain et journaliste français (° 20 juillet 1870).
- 1960 : Albert Kesselring, maréchal allemand, un des principaux stratèges d’Adolf Hitler pendant la Seconde Guerre mondiale (° 30 novembre 1885).
- 1964 : Alfred Junge, chef décorateur et directeur artistique allemand (° 29 janvier 1886).
- 1968 : Arnold Wolfers, professeur de relations internationales suisse-américain (° 14 juin 1892).
- 1981 :
  - Harry Chapin, auteur-compositeur-interprète américain (° 7 décembre 1942).
  - Antoine de Lévis Mirepoix, historien français, doyen d'âge de l'Académie française (° 1er août 1884).
- 1982 : Patrick Dewaere, acteur français (° 26 janvier 1947).
- 1983 : Michel Micombero, homme d’État burundais, président du Burundi de 1966 à 1976 (° 26 août 1940).
- 1985 : 
  - Heinrich Böll, écrivain allemand, prix Nobel de littérature 1972 (° 21 décembre 1917).
  - Wayne King (en), musicien, compositeur et chef d’orchestre américain  (° 16 février 1901).
- 1989 : Herbert von Karajan, chef d'orchestre autrichien (° 5 avril 1908).
- 1992 : 
  - Buck Buchanan, joueur américain de football américain (° 10 septembre 1940).
  - René de Lacharrière, juriste français (° 28 janvier 1915).
- 1994 : 
  - Marcel-Marie Desmarais, prêtre dominicain canadien, prédicateur et écrivain (° 6 avril 1908).
  - Julian Schwinger, physicien américain, prix Nobel de physique 1965 (° 12 février 1918).
- 1996 : John Panozzo (en), batteur américain du groupe Styx (° 20 septembre 1948).
- 1997 : Dora Maar, peintre et photographe française, muse et compagne de Picasso (° 22 décembre 1907).
- 1998 :
  - John Henrik Clarke, écrivain et historien américain (° 1er janvier 1915).
  - Mahbub ul Haq, économiste, financier et homme politique pakistanais (° 22 février 1934).
  - Lucien Lamoureux, homme politique canadien (° 3 août 1920).
- 1999 : 
  - Carolyn Bessette, mannequin américaine, épouse de John Fitzgerald Kennedy, Jr. (° 7 janvier 1966).
  - John Fitzgerald Kennedy, Jr., fils du président John F. Kennedy (° 25 novembre 1960).
  - Alan Macnaughton, homme politique canadien, président de la Chambre des communes du Canada (° 30 juillet 1903).
  - André Martinet, linguiste français (° 12 avril 1908).
- 2000 : Jean Vercoutter, égyptologue français (° 20 janvier 1911).

### XXIesiècle
- 2001 : 
  - Terry Gordy, catcheur américain (° 23 avril 1961).
  - Morris (Maurice de Bevere dit), auteur de bandes dessinées belge (° 1er décembre 1923).
  - James Poncet, footballeur français (° 15 août 1925).
- 2002 : John Cocke, informaticien et chercheur américain (° 30 mai 1925).
- 2003 :
  - Alida van den Bos, gymnaste artistique néerlandaise (° 18 janvier 1902).
  - Celia Cruz, chanteuse cubaine (° 21 octobre 1925).
  - Jacques Plante, parolier français (° 14 août 1920).
  - Carol Shields, romancière canadienne (° 2 juin 1935).
- 2004 : 
  - Franck Farmer, physicien britannique (° 18 septembre 1912).
  - Lucien Leduc, footballeur puis entraîneur français (° 30 décembre 1918).
  - Charles Sweeney, officier et pilote américain (° 27 décembre 1919).
- 2005 : 
  - Jean-Claude Berthon, journaliste et homme de presse français (° 26 janvier 1942).
  - Pietro Consagra, sculpteur italien (° 6 octobre 1920).
  - Camillo Felgen, chanteur et acteur luxembourgeois (° 17 novembre 1920).
  - John Harold Ostrom, paléontologue, professeur d'université et pathologiste américain (° 18 février 1928).
- 2007 : Enrico Accatino, peintre italien (° 22 août 1920).
- 2008 : Jo Stafford, chanteuse et actrice américaine (° 12 novembre 1917).
- 2009 : Maurice Grimaud, haut fonctionnaire et préfet de police de Paris (° 11 novembre 1913).
- 2010 : Alice Colonieu, céramiste, sculptrice et peintre française (° 5 novembre 1924).
- 2012 : 
  - Antonín Holý, scientifique tchèque (° 1er septembre 1936).
  - Jon Lord, compositeur, pianiste et organiste britannique des groupes Deep Purple et Whitesnake (° 9 juin 1941).
  - Kitty Wells, chanteuse américaine de musique country (° 30 août 1919).
- 2013 : 
  - Alex Colville, artiste peintre canadien (° 24 août 1920).
  - Jacques Ramade, chansonnier, humoriste, acteur et chroniqueur de radio et de télévision français (° 11 novembre 1928).
- 2014 : 
  - Hervé Cristiani, chanteur français (° 8 novembre 1947).
  - Johnny Winter, guitariste et chanteur de blues américain (° 23 février 1944).
- 2015 : 
  - Alcides Ghiggia, footballeur uruguayen (° 22 décembre 1926).
  - Jack Goody, anthropologue britannique (° 27 juillet 1919).
  - Alan Kupperberg, dessinateur de comics américain (° 18 mai 1953).
  - Jean Lacouture, journaliste et écrivain français (° 9 juin 1921).
  - Michel Schatz, joueur de pétanque français (° 14 mai 1957).
- 2016 : 
  - René Caron, acteur canadien (° 1er décembre 1925).
  - Carlos Nine, auteur de bandes dessinées argentin (° 21 février 1944).
  - Rudolph Polder, peintre néerlandais (° 2 décembre 1926).
  - Hugo Rietveld, cristallographe néerlandais (° 7 mars 1932).
  - Nate Thurmond, basketteur américain (° 25 juillet 1941).
  - Alan Vega (Boruch Alan Bermowitz dit), artiste américain du duo musical synth-punk Suicide (° 23 juin 1938).
  - Claude Williamson, pianiste de jazz américain (° 18 novembre 1926).
- 2017 :
  - Azerzour, chanteur et auteur-compositeur-interprète algérien d'expression kabyle (° 1945).
  - Régis Gizavo, chanteur malgache (° 16 juin 1959).
  - André Padoux, indianiste français (° 13 avril 1920).
  - George A. Romero, réalisateur, scénariste, acteur et auteur américain (° 4 février 1940).
  - Wilfried Scheutz, chanteur autrichien (° 24 juin 1950).
- 2019 : Johnny Clegg, auteur-compositeur-interprète et danseur sud-africain (° 7 juin 1953).
- 2021 : Roger Fauroux, haut fonctionnaire et homme politique français (° 21 novembre 1926).
- 2023 : 
  - Ghislain Dufour, homme d'affaires québécois (° 28 septembre 1934).
  - Jane Birkin, actrice et chanteuse franco-britannique (° 14 décembre 1946).
- 2024 :
  - Joe Bryant, basketteur puis entraîneur américain (° 19 octobre 1954).
  - Tony Delsham, écrivain et journaliste français (° 4 février 1946).
  - Benoît Duteurtre, romancier, essayiste, critique musical, producteur et animateur de radio français (° 20 mars 1960).
- 2025 :
  - Connie Francis, chanteuse et actrice américaine (° 12 décembre 1937).

## Célébrations
- La journée mondiale des serpents.

### Nationales
- Bolivie : fête nationale fériée en l'honneur de la patronne catholique de la Bolivie christianisée Notre-Dame du Mont-Carmel.
- Chili : fête nationale fériée en l'honneur de la patronne catholique du Chili christianisé Notre-Dame du Mont-Carmel.
- France (Union européenne à zone euro) : journée nationale à la mémoire des victimes des crimes racistes et antisémites de l'État français et d'hommage aux « Justes » de France ; date anniversaire de la grande rafle du vélodrome d'hiver à Paris en 1942 (essentiellement de juifs parisiens des deux sexes et de tous âges).
- Honduras : día nacional del ingeniero civil / jour de l'ingénieur civil[8].
- Jersey : fête du saint patron Hélier de la capitale et du port de Saint-Hélier (venu du continent armoricain ci-après), dans le sillage du 14 juillet de la mort du roi de France Philippe II Auguste voire du 14 républicain[9].
- Venezuela : día nacional de la policía / jour national de la police[10].

### Religieuse
Christianisme : Notre-Dame du Mont-Carmel, une des appellations de la Vierge Marie en référence à une montagne de Palestine ou d'Israël.

### Saints des Églises chrétiennes

#### Saints des Églises catholiques et orthodoxes
Référencés ci-après in fine et orthodoxes :
- Antiochus (IVe siècle) -ou « Antiochius », « Antiochos » ou « Antioche »-, médecin en Galatie et Cappadoce, frère de saint Platon, martyr avec saint Cyriaque de Cappadoce / Kyriakos (ou Dominique) en Cappadoce.
- Athénogène († 302), chorévêque de Pidachtoé près de Sébaste en Arménie, martyr avec ses neuf ou dix disciples : Righin, Maximin, Patrophile, Antiochus, Ammon, Théophraste, Cléonique, Pierre et Hésichyus, lors de la persécution de l'empereur romain Dioclétien.
- Domnin (IIIe siècle), enfant, martyr peut-être à Avrilly en Normandie voire à Avrillé dans l'ouest de la France ; ses reliques se trouvent au Puy-en-Velay (cf. 8 août ?).
- Eustathe († 338), choisi en 324 comme patriarche d'Antioche, qui participa au premier concile de Nicée en 325 ; fêté le 21 janvier en Orient.
- Généroux (VIe siècle), Romain d'origine, moine puis abbé à Saint-Jouin-de-Marnes ; fêté le 10 juillet en Orient.
- Hélier († 542 ou 558) -« Hélier de Jersey » ou « Hélibert »-, moine solitaire, via la paroisse rennaise de Saint-Hélier, martyr dans l'île de Jersey par la main de pirates, patron de l'île de Jersey.
- Irmengarde († 866), bienheureuse, fille de Louis II de Germanie, abbesse de Chiemsee.
- Landri († 480), troisième évêque de Sées en Normandie, martyr.
- Renelde de Saintes († vers 680) -ou « Renelde », « Reynelde », « Reine » ou « Reinildis »-, fille de saint Witger et de sainte Amalberge de Maubeuge, sœur de sainte Gudule, vierge thaumaturge, martyre à Saintes dans le Brabant par la main des païens frisons.
- Sisenand († vers 851) -ou « Sisenandus »-, diacre, martyr à Cordoue en Andalousie par la main de musulmans.
- Ténénan († 635) -ou « Tinidor »-, ermite près de Landerneau puis évêque de l'ancien siège de Léon en Bretagne et confesseur.
- Monulphe († 599), évêque de Tongres, Maastricht et Liège, onzième successeur de saint Servais, qui aurait transféré son siège épiscopal à Maastricht.
- Gundulf / Gondulphe († 607), évêque de Tongres, Maastricht et Liège, douzième successeur de saint Servais, successeur de Monulphe.

#### Saints et bienheureux des Églises catholiques
référencés ci-après :
- des bienheureux martyrs au Brésil († 1645), dont
- André de Soveral († 1645), bienheureux, prêtre jésuite, curé de Cunhau près de Natal au Brésil, martyr avec ses compagnons (et 30 novembre).
- Barthélemy des Martyrs  (1514 - 1590) -ou « Bartolomeu Fernandes dos Martires »-, saint, dominicain, évêque de Braga au Portugal (et 24 août).
- Elvire (XIIe siècle), abbesse du monastère d'Ohren en Rhénanie.
- Jean Sugar et Robert Grissold (+ 1604), Martyrs en Angleterre, bienheureux.
- Lang Yangzhi et Paul Lang Fu (+ 1900), Martyrs chinois.
- Marie-Rose de Gordon (+ 1794), Religieuses martyres à Orange.
- Marie-Madeleine Postel (1756 - 1846), née à Barfleur en Normandie, fondatrice des Sœurs des Écoles chrétiennes ( et 22 juillet pour sa propre sainte patronne originelle de prénom).
- Milon († 1158), Évêque de Thérouanne.
- Nicolas Savouret et Claude Béguignot (+ 1794), Religieux martyrs à Orange.
- Thérèse Zhang Hezhi (+ 1900), Martyre chinoise.

### Prénoms du jour
Bonne fête aux Carmel, Carmen et leurs variantes ou dérivés : Carmela, Carméla, Carmella, Carmelo, Carmélo, Carmencita, Carmine (voir aussi les Camille des 14 juillet, les Armel(le) des 16 août, d'un 16 au suivant ; les Carmenta ou Carmentis les 11 voire 15 janvier).
Et aussi aux :
- Elvira, Elvire ;
- et Hélier ci-avant, entre Rennes et Jersey (voir aussi les 14 juillet[9]).

## Tradition et superstition

### Dicton
« Mieux vaut chèvre que vache à lait, quand la bonne Dame de Carmel est arrivée. »

### Astrologie
Signe du zodiaque : 25e jour du signe astrologique du cancer.

## Astronomie
2019 : éclipse de la Lune la faisant devenir rouge brique à l'œil, observable depuis Paris par exemple.

## Toponymie
Les noms de plusieurs voies, places, sites ou édifices de pays ou régions francophones contiennent cette date sous diverses graphies : voir Seize-Juillet .